# 潘孟安
潘 孟安（はん もうあん、パン モンアン、1963年〈民国52年〉8月15日 - ）は、台湾の政治家（民主進歩党所属）。屏東県車城郷出身。マカタオ族の後裔である。ホノルル大学EMBA、中山大学公共事務管理研究所、国立高雄師範大学成人教育研究所修士。未婚。

## 経歴
政界入り前の職業は農民、養魚業者であった。車城郷郷民代表、屏東県議会議員（2期）、民主進歩党団幹事長、立法委員（3期）を務めた。
2014年の統一地方選挙では屏東県長に当選した。県長在任中は歳出の節約による赤字削減、県産農産物の広報ほか、「移動薬剤師」、クリーンエネルギー、屏東県の観光振興などの政策を推進していた。
2023年5月15日、民進党から頼清徳の総統選挙対策チーム長に指名された。
2024年5月20日、頼清徳総統から総統府秘書長に任命された。

## 選挙記録
| 年度 | 選挙                 | 選挙区           | 所属政党   | 得票数  | 得票率 | 当選       | 注釈 |
| ---- | -------------------- | ---------------- | ---------- | ------- | ------ | ---------- | ---- |
| 1998 | 第14回屏東県議員選挙 | 第六選挙区       | 民主進歩党 | 5,997   | 20.40% |            |      |
| 2002 | 第15回屏東県議員選挙 | 第六選挙区       | 民主進歩党 | 9,601   | 33.10% |            |      |
| 2004 | 第6回立法委員選挙    | 屏東県選挙区     | 民主進歩党 | 53,583  | 13.61% |            |      |
| 2008 | 第7回立法委員選挙    | 屏東県第三選挙区 | 民主進歩党 | 59,896  | 51.30% | 選挙区再編 |      |
| 2012 | 第8回立法委員選挙    | 屏東県第三選挙区 | 民主進歩党 | 93,685  | 66.64% |            |      |
| 2014 | 第17回屏東県長選挙   | 屏東県           | 民主進歩党 | 308,953 | 62.92% |            |      |
| 2018 | 第18回屏東県長選挙   | 屏東県           | 民主進歩党 | 262,809 | 55.89% |            |      |